# Biosphärenreservat Charlevoix
Das Biosphärenreservat Charlevoix ist eines von derzeit 19 Biosphärenreservaten in Kanada. Es befindet sich in der Provinz Québec und wurde von der UNESCO 1988 als solches anerkannt.
Das Biosphärenreservat erstreckt sich entlang der Küste von Petite-Rivière-Saint-François bis nach Saint-Fidèle; neben den Flussgebieten schließt es die Île aux Coudres ein, im Westen von Le Massif bis zum Parc national des Grands-Jardins. Im Norden gehört die Réserve faunique des Laurentides, ebenso wie der Parc national des Hautes-Gorges-de-la-Rivière-Malbaie dazu. Das Biosphärenreservat umfasst insgesamt etwa 4570 km², wobei es von rund 30.000 Menschen bewohnt ist. Etwa 650 km² genießen als Parks einen weiter gehenden Schutz, hinzu kommt das Centre écologique de Port-au-Saumon. Im übrigen Reservat darf weiterhin allen ökonomischen Tätigkeiten nachgegangen werden, die das Gebiet nicht gefährden.
Wasserreiche, nacheiszeitliche Landschaften prägen das Gebiet. Die Einzugsgebiete der beiden Flüsse du Gouffre mit etwa 1000 km² Fläche sowie die Malbaie mit 1850 km² stehen dabei im Mittelpunkt. Hinzu kommt das kleinere Becken der Rivière Jean-Noël mit rund 132 km². Darüber hinaus weist das Biosphärenreservat etwa 1200 Seen mit einer Fläche von weniger als einem Hektar auf. Entlang der Küste sind vor allem die Île aux Coudres und die Küste bis zum Cap-à-l’Aigle von größter Bedeutung, da sich hier die Kinderstuben der Belugas befinden. Zudem heben zahlreiche Vogelarten die Wichtigkeit des Reservats hervor. Hinzu kommt, dass es auch geologisch außergewöhnlich ist, denn hier schlug vor etwa 350 Millionen Jahren ein Asteroid ein, der einen Durchmesser von 2 km hatte und schätzungsweise 15 Milliarden Tonnen wog (vgl. Charlevoix (Krater)). Das Gebiet ist heute das erdbebenreichste im Osten Kanadas, wobei die meisten Erschütterungen ihr Epizentrum unter dem Fluss St. Laurent haben.